# Lohnwucher
Der Begriff Lohnwucher ist im juristischen Sprachgebrauch ein Synonym für die rechtswidrige Ausbeutung von Arbeitnehmern. Lohnwucher liegt dann vor, wenn in einem Dienst- oder Arbeitsverhältnis die Höhe der Vergütung in einem auffälligen Missverhältnis zur Arbeitsleistung steht und dieses Missverhältnis durch Ausnutzung der Zwangslage, der Unerfahrenheit, des Mangels an Urteilsvermögen oder der erheblichen Willensschwäche des Arbeitnehmers zustande gekommen ist. Lohnwucher hat sowohl strafrechtliche als auch arbeitsrechtliche Folgen.

## Rechtslage in Deutschland

### Vorgaben der verfassungsgerichtlichen Rechtsprechung
In seiner Entscheidung vom 17. August 1956 (Verbot der KPD) definiert der Erste Senat des Bundesverfassungsgerichts den Begriff Ausbeutung (das heißt: die verfassungsrechtlich unzulässige Ausbeutung von Arbeitskraft) wie folgt:

„Der Staat ist ein Instrument der ausgleichenden sozialen Gestaltung […] Darüber hinaus entnimmt die freiheitliche demokratische Grundordnung dem Gedanken der Würde und Freiheit des Menschen die Aufgabe, auch im Verhältnis der Bürger untereinander für Gerechtigkeit und Menschlichkeit zu sorgen. Dazu gehört, daß eine Ausnutzung des einen durch den anderen verhindert wird. Allerdings lehnt die freiheitliche Demokratie es ab, den wirtschaftlichen Tatbestand der Lohnarbeit im Dienste privater Unternehmer als solchen allgemein als Ausbeutung zu kennzeichnen. Sie sieht es aber als ihre Aufgabe an, wirkliche Ausbeutung, nämlich Ausnutzung der Arbeitskraft zu unwürdigen Bedingungen und unzureichendem Lohn zu unterbinden. Vorzüglich darum ist das Sozialstaatsprinzip zum Verfassungsgrundsatz erhoben worden; es soll schädliche Auswirkungen schrankenloser Freiheit verhindern und die Gleichheit fortschreitend bis zu dem vernünftigerweise zu fordernden Maße verwirklichen.“

Als objektiv unzureichend werden im rechtswissenschaftlichen Schrifttum sowie in der Rechtsprechung Löhne bezeichnet, die entgegen geltendem Bundesrecht (vgl. hierzu auch Art. 4 Nr. 1 EuSC) trotz vollschichtiger Arbeit (das heißt 40-Stunden-Woche) nicht einmal das soziokulturelle Existenzminimum (Hartz IV) eines alleinstehenden Arbeitnehmers abdecken.
Anderer Auffassung ist das Bundesarbeitsgericht: Unterschreitet der vereinbarte Lohn die geltenden Sätze der Sozialhilfe, ohne in einem auffälligen Missverhältnis zu vergleichbaren Tariflöhnen zu stehen, besteht einer Entscheidung des Bundesarbeitsgerichts zufolge noch kein ausreichender Grund, Lohnwucher annehmen zu können.

### Strafrechtliche Relevanz
Lohnwucher ist nach § 291 Abs. 1 Strafgesetzbuch strafbar und wird mit Geldstrafe oder mit Freiheitsstrafe bis zu drei Jahren bestraft. In besonders schweren Fällen droht dem Täter eine Freiheitsstrafe von sechs Monaten bis zehn Jahren. Ein besonders schwerer Fall liegt regelmäßig vor, wenn der Arbeitnehmer durch die wucherische Entlohnung in wirtschaftliche Not gerät oder die Tat gewerbsmäßig begangen wird.
Lohnwucher ist ein Offizialdelikt.
Theoretisch möglich, aber praktisch nicht relevant ist auch, dass ein Arbeitnehmer dadurch Lohnwucher begeht, dass er sich eine unverhältnismäßig hohe Vergütung für seine Arbeitsleistung gewähren lässt.

### Arbeitsrechtliche/Zivilrechtliche Relevanz
Eine wucherische Vergütungsvereinbarung ist nach § 138 Bürgerliches Gesetzbuch nichtig. Stattdessen hat der Arbeitnehmer Anspruch auf die übliche Vergütung. Dasselbe gilt für freie Dienstverhältnisse, die keine Arbeitsverhältnisses sind.
Da der Wuchertatbestand in § 138 BGB als Unterfall eines sittenwidrigen Rechtsgeschäfts angesehen wird, wird in der arbeitsrechtlichen Bewertung zumeist nicht zwischen sittenwidriger und wucherischer Vergütung unterschieden.

### Unverhältnismäßige Höhe der Vergütung
Nach der Rechtsprechung des Bundesarbeitsgerichts liegt ein auffälliges Missverhältnis zwischen Leistung und Gegenleistung im Sinne von § 138 Abs. 2 BGB in der Regel vor, wenn die Arbeitsvergütung nicht einmal zwei Drittel eines in der betreffenden Branche und Wirtschaftsregion üblicherweise gezahlten Tariflohns erreicht. Nach dieser Regel urteilen auch die Strafgerichte. Die Zwei-Drittel-Grenze kann jedoch im Einzelfall im Interesse der Einzelfallgerechtigkeit zu korrigieren sein, wenn die konkreten Umstände des Einzelfalls eine andere Beurteilung der sittenwidrigen Ausbeutung oder der Bestimmung des Werts der Arbeitsleistung gebieten.
Das BAG hat etwa das Entgelt eines Lehrers an einer Privatschule, das (nur) ein Viertel unter dem Entgelt von Lehrern an staatlichen Schulen lag, schon als sittenwidrig angesehen, weil die öffentliche Hand dem Arbeitgeber 97 % der Personalkosten als Zuschuss gewährte und damit Vorgaben zur Vergütungshöhe verbinden durfte. Umgekehrt sollen nach Ansicht des BAG Abschläge beim Wert der Arbeitsleistung von Arbeitnehmern mit besonders einfachen Tätigkeiten oder mit erheblichen Leistungsdefiziten in Betracht kommen, wenn der einschlägige Tarifvertrag auf diese Personen keine Rücksicht nehme. Das gelte insbesondere für Fälle, in denen der Arbeitnehmer zu den einschlägigen Tarifbedingungen regelmäßig überhaupt keinen Arbeitgeber finden würde. Dabei könne auch die weitgehende Subventionierung eines Arbeitsverhältnisses durch die öffentliche Hand eine entscheidende Rolle spielen.
Liegt die verkehrsübliche Vergütung unterhalb des Tariflohns, ist zur Ermittlung des Wertes der Arbeitsleistung nicht vom Tariflohn, sondern von dem allgemeinen Lohnniveau im Wirtschaftsgebiet auszugehen. Für die Bestimmung der Ortsüblichkeit kann zunächst aber von der tariflichen Vergütung ausgegangen werden. Für eine abweichende Ortsüblichkeit oder dafür, warum im Einzelfall ein abweichender Maßstab gelten soll, ist der Arbeitgeber darlegungs- und beweispflichtig. Die Üblichkeit der Tarifvergütung kann in jedem Falle angenommen werden, wenn mehr als 50 % der Arbeitgeber eines Wirtschaftsgebiets tarifgebunden sind oder wenn die organisierten Arbeitgeber mehr als 50 % der Arbeitnehmer eines Wirtschaftsgebiets beschäftigen.